# Termoklin

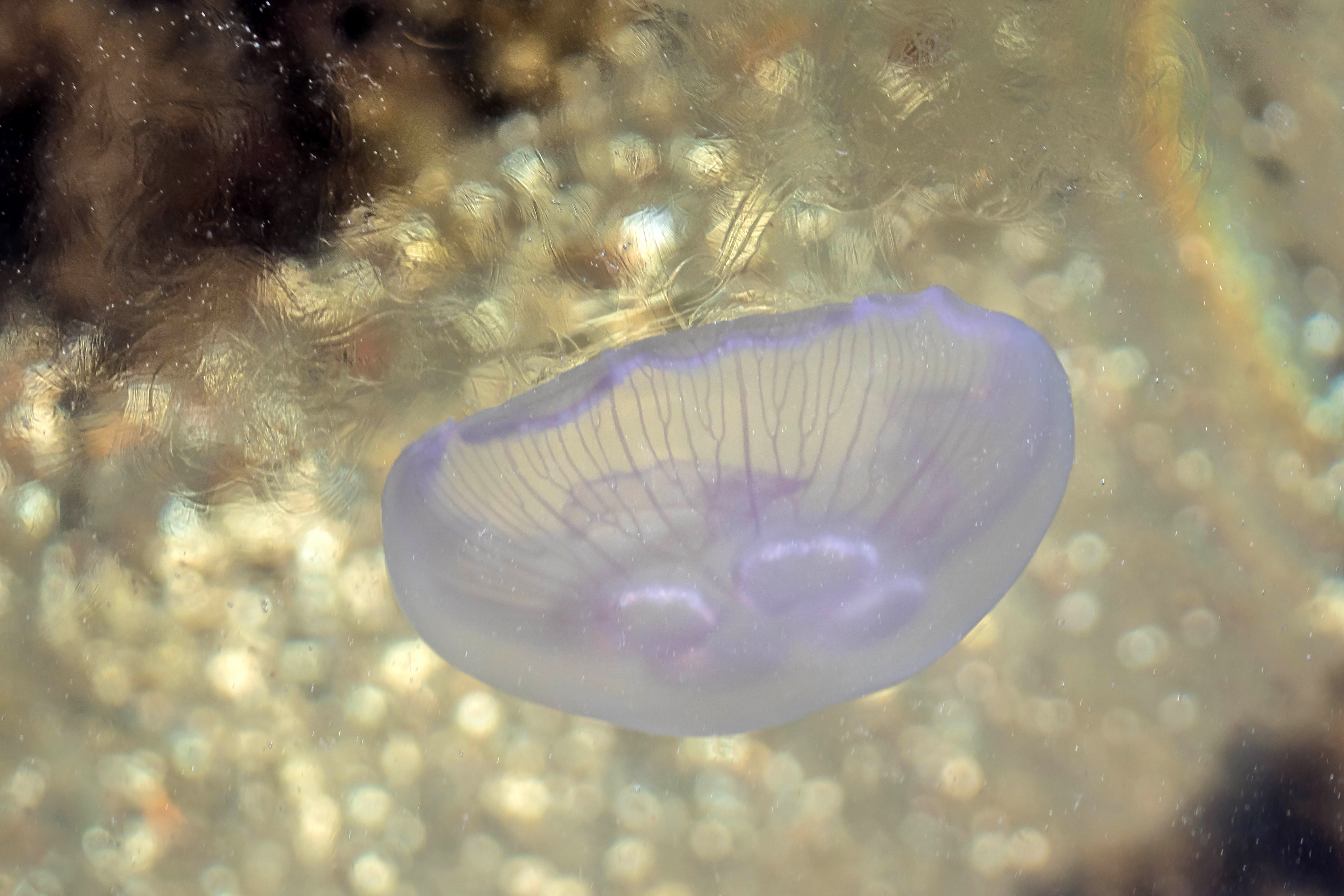
En öronmanet rör upp termoklinen nära ytan av Gullmarsfjorden utanför Sämstad, Sverige

Termoklin eller temperatursprångskikt är ett skikt i hav eller sjö där temperaturen ändras mycket snabbt inom ett litet djupintervall.  Under det termoklina skiktet blir det extremt syrefattigt när organiskt material bryts ner och stora mängder svavelväte kan bildas. Termoklin är en typ av språngskikt.
I de flesta svenska vatten ligger termoklinen på mindre än 10 meters djup, på grund av det relativt kalla nordiska klimatet. Nedbrytningen av organiskt material under termoklinen går extremt långsamt på grund av syrebristen och den låga temperaturen, vilket normalt ger upphov till en väldigt dyig botten som avger sumpgas.